# Friedenskirche (Wicklesgreuth)

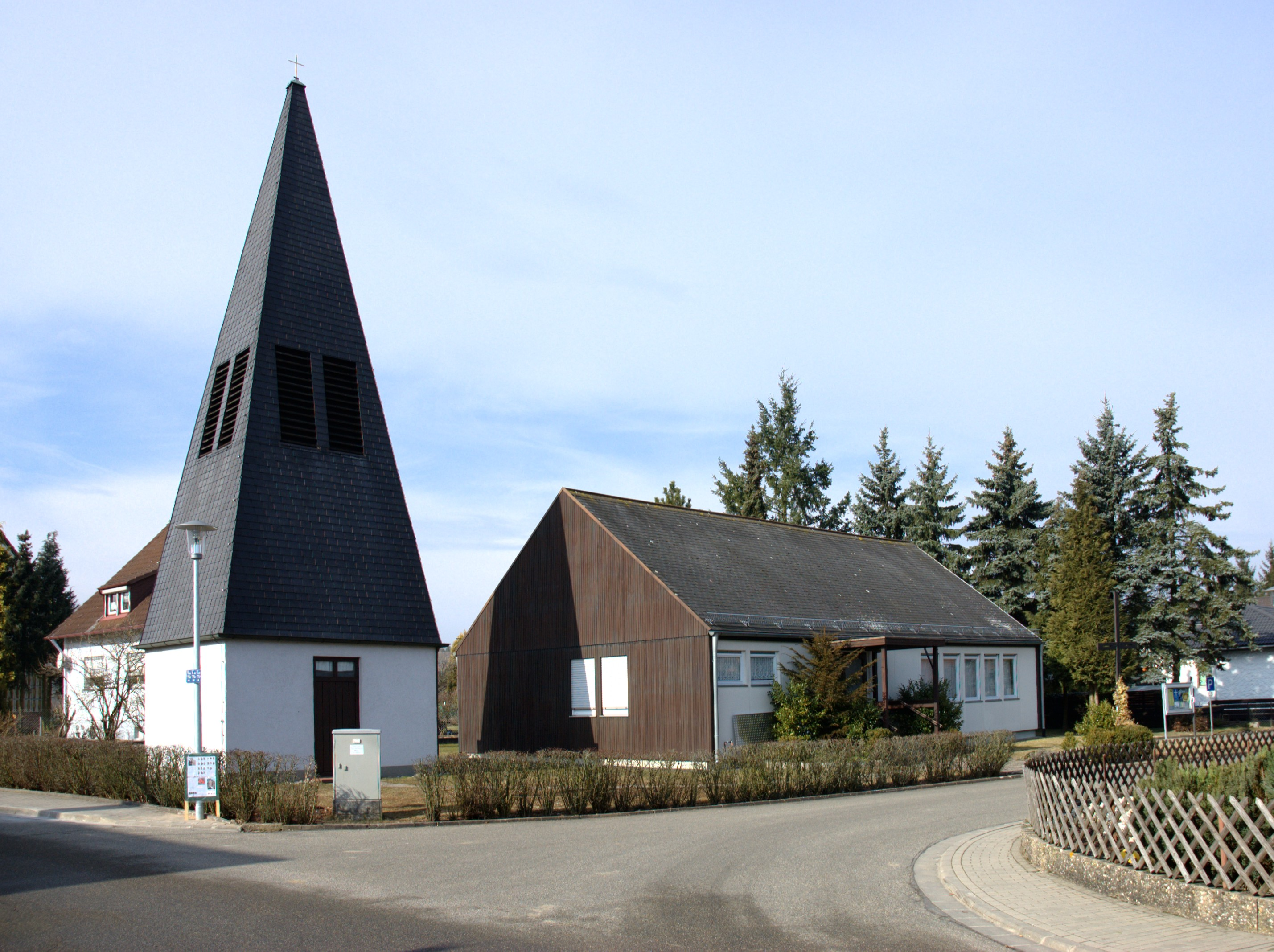
Friedenskirche

Die Friedenskirche ist ein Kirchengebäude in Wicklesgreuth. Eine eigenständige Gemeinde mit Kirchenvorstand gibt es für die Friedenskirche nicht. Genutzt wird die Kirche von der evangelisch-lutherischen St.-Peter-Gemeinde Petersaurach und seit 1978 von der römisch-katholischen St.-Franziskus-Gemeinde Neuendettelsau. Jeden zweiten Sonntag wird ein evangelischer Gottesdienst gefeiert, und einmal im Monat eine katholische Vorabendmesse.

## Baugeschichte
1961 wurde ein Grundstück erworben, auf dem zehn Jahre später die Friedenskirche errichtet wurde, die zugleich als Gemeindezentrum genutzt werden konnte. Sie wurde in Montage-Fertigbauweise erstellt und war baugleich mit 20 anderen Fertigkirchen innerhalb der Bayerischen Landeskirche. Am 17. Januar 1971 konnte sie geweiht werden. 1979 erhielt sie eine Orgel, 1987 einen Glockenturm mit drei Glocken.

## Baubeschreibung
Der Saal hat einen rechteckigen Grundriss und schließt mit einem Satteldach ab. Von der Bauweise ist er von einem normalen Einfamilienhaus kaum zu unterscheiden. Der Eingang befindet sich im Osten, es gibt Fensterreihen an der Ost- und Westseite. Die Süd- und Nordseite ist mit Holz verkleidet. Der Saal ist innen komplett mit Holz verkleidet. An der Nordseite steht mittig der Altar, links davon die Orgel, rechts davon ein oktogonales, kelchförmiges Taufbecken aus Holz.
Südlich des Saalbaus steht der eingeschossige Turm mit quadratischem Grundriss und pyramidenförmigen mit Schiefern gedecktem Spitzdach. Der Turm ist durch eine Tür im Osten zugänglich und ist fensterlos. Das Glockengeschoss ist im Spitzdach untergebracht und hat an jeder Seite paarweise rechteckige Schallöffnungen. Die drei Bronzeglocken wurden 1986 von der Glockengießerei Bachert gegossen.
- Die kleinste Glocke hat den Schlagton f2 mit der Aufschrift: WER GLAUBT UND GETAUFT WIRD DER WIRD SELIG WERDEN
- Die mittlere Glocke hat den Schlagton es2 mit der Aufschrift: FÜR EUCH GEGEBEN – FÜR EUCH VERGOSSEN
- Die größte Glocke hat den Schlagton c2 mit der Aufschrift: MEIN GEBET NIMMT DER HERR AN